# Injoy Motion
Injoy Motion Corporation est une entreprise taïwanaise fondée en 2007 qui développe des jeux d'arcade,.

## Description
Injoy Motion est une filiale de Internet Motion Navigation Corp. (IMON), qui développe des jeux d'arcade. L'entreprise a développé des jeux comme Allied Tank Attack, Dido Kart 2,.
Les jeux sont distribués par l'entreprise Barron Games.

## Jeux développés
- Allied Tank Attack (borne d'arcade version AIR, AIR TWIN)
- Dido Kart 2 (borne d'arcade version MDX1, MDX2, MDX3, MDX4)
- Project X-Pher (borne d'arcade version AIR TWIN, STD)
- Street racing Satrs (borne d'arcade version AIR, SDX1, SDX2, MDX1, MDX2, STD)
- Dido Kart 1' (borne d'arcade version AIR, MDX1, MDX2, STD)
- Top Gunner (borne d'arcade version AIR TWIN, STD)
- Panzer Elite Action
- Power boat GT (borne d'arcade version AIR, SDX, DX)